# Sara Magnaghi
Sara Magnaghi (* 30. Oktober 1993 in Como) ist eine ehemalige italienische Ruderin. Sie wurde 2012 Vizeeuropameisterin im Achter.

## Karriere
Sara Magnaghi begann mit 6 Jahren mit dem Schwimmsport und wechselte 2005 zum Rudersport. 2010 gab sie ihr internationales Debüt im Doppelvierer bei den Junioren-Weltmeisterschaften. Mit Paola Gelpi, Cecilia Bellati und Gaia Marzari konnte sie das B-Finale gewinnen und den Wettbewerb auf dem siebten Platz beenden. Ein Jahr später startete sie bei den Junioren-Europameisterschaften 2011. Gemeinsam mit Beatrice Arcangiolini, Sandra Celoni und Greta Masserano konnte sie im Vierer ohne Steuerfrau den Titel gewinnen. Bei den anschließenden Junioren-Weltmeisterschaften belegte sie mit Ludovica Lucidi, Sandra Celoni und Beatrice Arcangiolini den vierten Platz im Vierer ohne. 
Zu Beginn der Saison 2012 startete sie im Doppelvierer bei den U23-Weltmeisterschaften. Zusammen mit Alessandra Patelli, Giada Colombo und Gaia Palma fuhr sie als fünfte über die Ziellinie. Im September startete sie mit Claudia Wurzel, Alessandra Patelli, Giada Colombo, Gabriella Bascelli, Sara Bertolasi, Gaia Palma, Enrica Marasca und Federica Cesarini im Achter bei den Europameisterschaften im heimischen Varese. Die Italienerinnen gewannen die Silbermedaille hinter dem Boot aus Rumänien. Im Jahr 2013 startete sie mit Laura Schiavone, Giada Colombo und Gaia Palma im Doppelvierer bei den Europameisterschaften. Hinter den Booten aus Deutschland und den Niederlanden gewannen die vier die Bronzemedaille. Beim dritten Ruder-Weltcup der Saison in Luzern belegten die vier dann den vierten Platz. Auch in diesem Jahr nahm sie im Doppelvierer an der U23-Weltmeisterschaft teil. Mit Cecilia Bellati, Giada Colombo und Alessandra Patelli reichte es auch bei diesem Wettkampf nur zum vierten Platz. Zum Abschluss der Saison startete sie auch bei den Weltmeisterschaften im Doppelvierer. Mit Giada Colombo, Laura Schiavone und Gaia Palma kam sie dieses Mal auf dem sechsten Platz ein.
2014 wechselte sie zu den Europameisterschaften in den Doppelzweier. Zusammen mit Veronica Paccagnella belegte sie den zweiten Platz im B-Finale, womit die beiden achte wurden. Beim dritten Weltcup in Luzern trat sie im Einer an. Im B-Finale fuhr sie als vierte über die Ziellinie und erreichte damit Platz 10. Anschließend startete sie auch bei der U23-Weltmeisterschaft im Einer. Hinter Milda Valčiukaitė konnte sie die Silbermedaille gewinnen. Bei der Weltmeisterschaft startete sie mit Alessandra Patelli, Laura Schiavone und Sara Bertolasi im Doppelvierer. Der italienische Doppelvierer belegte den sechsten Platz im B-Finale und damit am Ende den 12. Platz. 2015 startete Sara Magnaghi beim zweiten Weltcup der Saison in Varese wieder im Einer. Dieses Mal belegte sie den dritten Platz im C-Finale, was in der Endabrechnung Platz 15 bedeutete. Gemeinsam mit Laura Schiavone startete sie dann im Doppelzweier bei der Weltmeisterschaft. Die beiden wurden zweite im D-Finale, was in der Endabrechnung Platz 20 bedeutete.

## Internationale Erfolge
- 2010: 7. Platz Junioren-Weltmeisterschaften im Doppelvierer
- 2011: Goldmedaille Junioren-Europameisterschaften im Vierer ohne Steuerfrau
- 2011: 4. Platz Junioren-Weltmeisterschaften im Vierer ohne
- 2012: 5. Platz U23-Weltmeisterschaften im Doppelvierer
- 2012: Silbermedaille Europameisterschaften im Achter
- 2013: Bronzemedaille Europameisterschaften im Doppelvierer
- 2013: 4. Platz U23-Weltmeisterschaften im Doppelvierer
- 2013: 6. Platz Weltmeisterschaften im Doppelvierer
- 2014: 8. Platz Europameisterschaften im Doppelzweier
- 2014: Silbermedaille U23-Weltmeisterschaften im Einer
- 2014: 12. Platz Weltmeisterschaften im Doppelvierer
- 2015: 20. Platz Weltmeisterschaften im Doppelzweier

## Berufsweg
Sara Magnaghi hat einen Masterabschluss in Psychologie.